# Consistórios de Pio VIII
o Papa Pio VIII (r. 1829–1830) criou seis novos cardeais em três consistórios.

## 27 de julho de 1829
1. Cesare Nembrini Pironi Gonzaga (1768-1837)
2. Remigio Crescini-Malaspina, O.S.B. (1757-1830)

## 15 de março de 1830
Todos os novos cardeais receberam seus títulos em 5 de julho de 1830.
1. Thomas Weld (1773-1837)
2. Raffaele Mazio (1765-1832)
3. Domenico de Simone (1768-1837)

Oito outros cardeais foram criados em pectore, mas seus nomes nunca foram publicados.

## 5 de julho de 1830
1. Louis François-Auguste de Rohan Chabot † (1788-1833)